# Arena das Dunas
Arena das Dunas je víceúčelový stadion v brazilském městě Natal. V současnosti je nejvíce využíván pro fotbal. Byl otevřen v roce 2014 a jeho kapacita je 42 000 diváků. Byl vystavěn pro Mistrovství světa 2014, v jehož rámci se na něm hrály čtyři zápasy základních skupin.